# Сенат Краљевине Југославије
Сенат Краљевине Југославије је био горњи дом Народног представништва Краљевине Југославије. Доњи дом је била Народна скупштина.

## Састав
Сенат су састављали сенатори: од краља именовани и бирани.
Сенатор није могао бити млађи од четрдесет година. Број бираних сенатора се одређивао законом, а толики исти број је могао именовати краљ. Нико није могао бити сенатор и народни посланик у исто време.
Мандат бираних сенатора је трајао шест година. Сваке три године Сенат се обнављао изборима нових чланова за једну половину бираних сенатора. Мандат сенатора од краља именованих је трајао шест година. Они су се могли на предлог председника Министарског савета разрешити ове дужности услед физичке неспособности или ако су судом осуђени за кривична дела. Именовани сенатори, ако су били активни државни чиновници, нису могли задржати чиновнички положај.
Сенат се састајао кад и Народна скупштина и престајао радити кад и она. Сенат је сам испитивао уредност мандата бираних сенатора и одлучивао о њима.

## Избор сенатора
Избор сенатора се вршио по изборним јединицама. Свака бановина је представљала по једну изборну јединицу. Град Београд са својим управним подручјем образовао је такође једну посебну изборну јединицу. У свим изборним јединицама бирао се по један сенатор на сваких 300.000 становника. Ако би вишак становника био већи од 150.000 онда би се бирао по још један сенатор. Град Београд са својим управним подручјем бирао је једног сенатора.
Право бирања сенатора су имали: народни посланици свих срезова односно свих места дотичне бановине, сви бански већници дотичне бановине и сви председници (начелници) општина те бановине. На територији управе града Београда право бирања су имали: народни посланици за управно подручје града Београда, председници и потпредседници општина београдске, земунске и панчевачке, Општински одбор града Београда и по пет одборника општине земунске и панчевачке које општински одбори изаберу из своје средине.

## Сенатори
| - Јован Алексић - Асим Алибеговић - Исак Алкалај - Јован Алтипармарковић - Владимир Андрић - Будислав Гргур Анђелиновић - Лазар Анић - Драгољуб Аранђеловић - Шериф Арнаутовић - Антун Бабић - Јован Бањанин - Шимун Беламарић - Петар Богавац - Василије Богојевић - Каменко Божић - Љубомир Божиновић - Средоје Бркић - Јанез Бродар - Срђан Будисављевић - Стеван Будишин - Имре Варади - Душан Васиљевић - Александар Васић - Милутин Велимировић - Антун Видаковић - Љубомир Видаковић - Вјечеслав Вилдер - Осман Виловић - Лујо Војиновић - Иво Вранић - Ђорђе Врањешевић - Милан Врбанић - Марко Вујачић - Паја Вујевић - Павле Вујић - Станојло Вукићевић - Сретен Вукосављевић - Јосип Ђидо Вуковић - Ђуро Вукотић - Људевит Гај - Емил Гаврила - Богдан Гавриловић - Милан Гавриловић - Јоца Георгијевић - Васо Глушац | - Иван Гмајнер - Георг Грасл - Густав Грегорин - Јаков Гргурић - Урош Десница - Коста Димитријевић - Петар Добринић - Милош Драговић - Милутин Драговић - Радослав Дунић - Душан Ђерић - Петар Ђирлић - Драгослав Ђорђевић - Михаило Ђурић - Сима Ераковић - Јеремија Живановић - Чедомир Захарић - Бошко Зељковић - Петар Зец - Мухамед Златко - Бранко Илић - Влада Илић - Димитрије Илиџановић - Франо Иванишевић - Драгољуб Ивановић - Иван Ивандекић Ивковић - Момчило Ивковић - Томо Јалжабетић - Стеван Јанковић - Стјепан Јанковић - Богољуб Јевтић - Јаков Јелашић - Божидар Јеличић - Милан Јоксимовић - Угрин Јоксимовић - Димитрије Јовановић - Милоје Јовановић - Михаило Каламатијевић - Хамдија Карамехмедовић - Душан Кецмановић - Томо Ковачевић - Чедомир Кокановић - Антон Корошец - Сава Косановић | - Милан Костић - Јосиф Костић - Петар Костић - Марко Костренчић - Ђура Котур - Аугуст Кошутић - Алберт Крамер - Јурај Крњевић - Серафим Крстић - Урош Круљ - Ђура Крџалић - Андрија Кујунџић - Богољуб Кујунџић - Фран Сакцински Кукуљевић - Џафер Куленовић - Франц Куловец - Филип Лазаревић - Душан Летица - Михаило Лукаревић - Живан Лукић - Саво Љубибратић - Димитрије Магарашевић - Желимир Мажуранић - Иван Мајсторовић - Божидар Максимовић - Фрањо Малчић - Милан Марјановић - Петар Мартиновић - Драго Марушич - Сефедин Махмудбеговић - Влатко Мачек - Божидар Милићевић - Душан Милошевић - Владимир Митровић - Миће Мићић - Антун Михаловић - Стеван Михалџић - Алојзиј Михелчић - Миле Мишкулин - Димитрије Младеновић - Салем Муфтић - Јосип Немец - Јован Нешковић - Фран Новак | - Душан Новаковић - Павле Обрадовић - Мирослав Орешковић - Младен Остојић - Анте Павелић - Ђура Паунковић - Светислав Пауновић - Иван Пернар - Петар Петковић - Добросав Петровић - Милутин Петровић - Петар Пешић - Мирослав Плој - Нурија Поздерац - Филип Поп - Велимир Поповић - Дака Поповић - Коста Поповић - Матија Поповић - Милан Лукин Поповић - Тома Поповић - Никола Прека - Војислав Протић - Иван Пуцељ - Владимир Равнихар - Јован Радонић - Крста Радовановић - Марко Радуловић - Милоје Рајаковић - Јанко Рајар - Јакша Рачић - Милош Рашковић - Валентин Рожич - Јанко Самуровић - Динко Саренчић - Јоца Селић - Милан Симоновић - Михо Скврце - Крста Смиљанић - Франц Смодеј - Јосип Смодлака - Мујо Сочица - Мехмед Спахо - Јанко Спасојевић | - Никола Срдовић - Александар Станишић - Јован Станковић - Раденко Станковић - Светозар Станковић - Милутин Стевановић - Душан Стевчић - Живадин Стефановић - Милан Стојадиновић - Крста Стрезовић - Никола Суботић - Џафер Сулејмановић - Иво Тартаља - Глигорије Ташковић - Петар Теслић - Коста Тимотијевић - Љубомир Томашић - Светозар Томић - Душан Трифковић - Динко Тринајстић - Хусеин Ћишић - Павле Убавић - Сава Улмански - Трајко Хаџи Бошковић - Спиро Хаџи Ристић - Узеир Хаџихасановић - Халид Храсница - Иван Хрибар - Ватрослав Цањуга - Гаврило Церовић - Мирко Црквенац - Милош Цукавац - Драгиша Цветковић - Јордан Цветковић - Војислав Цвркић - Миленко Чингрија - Милован Џаковић - Тихомир Шарковић - Франц Шаубах - Станко Шврљуга - Драгић Шелмић - Јосип Шиловић - Атанасије Шола - Бењамин Шуперина |

Избори за Сенат:
- Први избори за Сенат су били 3. јануара 1932.
- Допунски избори за Сенат су били 3. фебруара 1935.
- Допунски избори за Сенат су били 6. фебруара 1938.[4]
- Избори за Сенат су били 12. новембра 1939.

Краљ је на основу члана 50 Устава указом 9. јануара 1932. поставио 28 сенатора.